# Тимофеев, Владимир Владимирович
Влади́мир Влади́мирович Тимофе́ев (1901, Москва — 27 февраля 1938, Ленинград) — участник Гражданской войны в России, советский хозяйственный деятель, руководитель промышленных предприятий, организатор кинопроизводства.

## Биография
Родился 1901 году в Москве (по другим сведениям 31 июля 1903 года в Вильне) в семье инженера-путейца, по происхождению из старинного дворянского рода. Окончил 4-классное училище при Флёровской гимназии и один курс Промышленной академии. В юности интересовался техникой, увлекался фотографией и кинематографом. В период Гражданской войны — политработник РККА. Член РКП(б) с 1921 года.
В 1923—1924 годах — управляющий Культобъединением при «Госкино», созданным в марте 1923 года для производства хроники и научно-популярных фильмов. В 1926—1930 годах — заместитель заведующего, заведующий Ленинградским областным отделением «Совкино». Занимался вопросами организации кинопроката. В 1927 году во время пребывания Теодора Драйзера в СССР организовывал для писателя частные просмотры советских кинофильмов в «Совкино». В 1928 году выезжал в зарубежную командировку для изучения мирового опыта и закупки кинооборудования, в октябре 1928 года по результатам командировки прочитал доклад в кинокомитете Государственного института истории искусств (ГИИИ).
В 1930—1932 годах — заместитель директора, директор Государственного оптико-механического завода имени ОГПУ (ГОМЗ). Занимался проблемами создания отечественной звукозаписывающей аппаратуры.
С августа 1933 года — директор Ленинградского завода № 4 имени М. И. Калинина, член Совета при Наркомтяжпроме СССР. За время его руководства на заводе были построены новые производственные корпуса и культурно-бытовые объекты, создан цех станкостроения, запущены в серийное производство новые образцы взрывателей для артиллерийских снарядов среднего и крупного калибров — РГ-6 и РГМ. С именем Тимофеева связывают интенсивное развитие производства на предприятии.
Избирался членом Ленсовета XIII и XIV созывов (1930—1937).
Арестован 1 мая 1937 года. Вместе с другими руководителями завода был обвинён в «создании на заводе троцкистско-террористической организации, передававшей германским разведорганам шпионские сведения о производственной деятельности предприятия и проводившей вредительскую работу». 26 февраля 1938 года приговорён выездной сессией Военной коллегии Верховного суда СССР в Ленинграде по статьям 58-7, 58-8, 58-11 УК РСФСР к ВМН. Расстрелян 27 февраля 1938 года. Реабилитирован в 1956 году.

### Семья
- отец — Владимир Викторович Тимофеев-Рясовский (1850—1913), инженер путей сообщений[1];
- мать — Надежда Николаевна Тимофеева-Рясовская (урожд. Всеволожская) (1868—1928)[3];
- брат — Николай Владимирович Тимофеев-Ресовский (1900—1981), учёный-генетик, один из основоположников популяционной и радиационной генетики, герой романа Д. А. Гранина «Зубр»[3];
- брат — Виктор Владимирович Тимофеев (1904—1974), зоолог-охотовед, кандидат биологических наук[24];
- сестра  — Вера Владимировна Тимофеева (1905—1996), работала лаборантом-гистологом в Институте мозга в Москве[24];
- брат — Дмитрий Владимирович Тимофеев (1908—1938), арестован в 1934 году[24][25];
- брат — Борис Владимирович Тимофеев-Рясовский (1908—1979), начальник фронтовой киногруппы, организатор кинопроизводства[26];
- жена — Тамара Яковлевна Тимофеева (урожд. Иванченко) (1904—1995), актриса театра и кино, в 1938 году как ЧСИР была осуждена на 8 лет ИТЛ, отбывала наказание в Сегежлаге и Карлаге[27];
  - сын — Андрей Владимирович Тимофеев (1928-?), инженер-электромеханик, в 1938 году был помещён в детский дом[28].

## Награды
- орден «Трудового Красного Знамени»[24]